# ルータン バリ・ビゲン

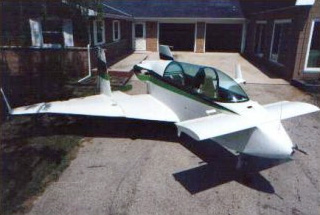
ルータン バリ・ビゲン

ルータン バリ・ビゲン(Rutan VariViggen)とは、特異な形状の航空機を数多く生み出してきたことで有名なアメリカの航空技術者バート・ルータンが最初に開発した小型航空機。推進式のエンテ型飛行機であることが特徴である。

## 開発・特徴
バート・ルータンは失速ときりもみに陥りにくい航空機に興味を持ち、カリフォルニア科学技術大学(en:California Polytechnic State University)の学生だった1960年代初頭にそのような航空機についての研究を行った。そして彼は1968年から自宅のガレージで実際に機体の製作を始める。機体製作は主にルータン個人の力によって進められ、機体の空力特性を調べる際、彼のステーションワゴンの上に実機の5分の1の大きさの模型を設置して高速道路を走行することで風洞実験の代替としたという面白いエピソードもある。そうして4年後の1972年にはライカミング・エンジン製(en:Lycoming Engines)O-320航空機用レシプロエンジン(150hp)を推進式に配したエンテ型の機体が完成し、同年4月には初飛行に成功する。この機体にはルータンからモデル27の型番が与えられ、機体形状のヒントをスウェーデンの戦闘機サーブ37ビゲンに得たことからバリ・ビゲンという名称が与えられた。
バリ・ビゲンは縦列2席を備え、その内部は比較的広くて視界は良好であった。機体の主要部および翼の小骨や外皮には合板が使われていた。また縦通材にはトウヒを用いており、機体の外側はポリウレタンをドープしたガラス繊維シートで覆っていた。降着装置はスパンの短い3車輪式でそれぞれ引き込み可能であった。ルータンは高速性よりも低速時の安定性と操縦の容易さを求めたので主翼面積は大きく取られた。主翼は翼端を切り落としたデルタ翼で、その後縁の翼根と翼端の中ほどに垂直尾翼を備えていた。また、組み立てを容易にするために胴体外殻は分厚く、翼の底面は平たく設計された。
なお、バリ・ビゲンの原型機(連邦航空局の登録番号N27VV)は1988年に実験機協会(EAA)のエアーベンチャーミュージアム(AirVenture Museum)に寄贈されている。また、同機の設計は後にルータンが開発するルータン バリ・イージーやルータン ロング・イージーに引き継がれていく。

## 販売
バリ・ビゲンは組み立て式飛行機(en:Homebuilt aircraft)としても売り出され、その量産型はモデル32、バリ・ビゲンSPと呼ばれた。量産型では主翼端にウィングレットが追加され、胴体が若干長くなっていた。ルータン航空機製作所（スケールド・コンポジッツの前身）からこの組み立てキットは600セット以上が販売され、20機ほどが飛行可能な機体として組み立てられた。現在飛ばされている数はもっと少なく、2006年9月にカナダのニューブランズウィック州で同機が墜落事故を起こしたこともあってその数は5機にも満たない。

## 性能諸元
- 搭乗員：2名
- 全長：5.12 m
- 全幅：5.79 m
- 翼面積：11.42 m²
- 空虚重量：463.6 kg
- 最大離陸重量：772.7 kg
- エンジン：ライカミング・エンジン O-320 （出力150hp、プロペラ推進）
- 最大速度：265.5 km/h
- 失速速度：77.25 km/h
- 航続距離：645 km
- 上昇率：14.6 km/h